# The Mystery of West Sedgwick
The Mystery of West Sedgwick è un cortometraggio muto del 1913. Non si conosce il nome del regista del film prodotto dalla Edison, basato su un soggetto di Carolyn Wells.

## Produzione
Il film fu prodotto dalla Edison Company.

## Distribuzione
Distribuito dalla General Film Company, il film - un cortometraggio in due bobine - uscì nelle sale cinematografiche degli Stati Uniti il 22 agosto 1913.